# Лоте Леман
Шарлот „Лоте“ Леман (Перлеберг, 27. фебруар 1888 — Санта Барбара, 26. август 1976) била је немачка оперска певачица (сопран) позната по изведбама у операма Рихарда Штрауса, Рихарда Вагнера, Лудвига ван Бетовена, Пучинија, Моцарта и Масенеа. Маршалин у Розенкавалир, Зиглинде у Валкира и насловна улога у Фиделију сматрају се њеним највећим улогама. Током своје дуге каријере, Леман је направила више од пет стотина снимака.

## Живот и каријера
Лоте Леман је рођена у Перлебергу, покрајина Бранденбург.
Након студија у Берлину дебитовала је у Хамбуршкој опери 1910. године у Вагнеровом Лоенгрину. Године 1914. дебитовала је као Ева у Мајстори певачи из Нирнберга у Бечкој дворској опери (каснија Бечка државна опера), којој се придружила 1916. године. Брзо се етаблирала као једна од најсјајнијих звезда у улогама као што су Елизабет у Танхојзеру и Елза у Лоенгрину.

Њене улоге у Пучинијевим операма у Бечкој државној опери укључивале су насловне улоге у Тосци, Манон Леско, Мадам Батерфлај, Турандот и Боемима. 
У међувремену је наступала у Лондону 1914. године, а од 1924. до 1935. редовно је наступала у Краљевској опери у Ковент Гардену где је поред Вагнерових опера певала и Дездемону у Отелу и Дону Елвиру у Дону Ђованију. Редовно је наступала на Салцбуршком фестивалу од 1926. до 1937. године, између осталих и са Артуром Тосканинијем као диригентом. 
У августу 1936. године, док је била у Салцбургу, открила је породицу Трап, које су касније постали познати у мјузиклу Моје песме, моји снови. Леман је чула за вилу која је доступна за изнајмљивање и док се приближавала вили чула је како породица пева у њиховој башти. Инсистирајући да деца имају драгоцени дар, она је узвикнула да породица има „злато у грлу“ и да би следеће ноћи требало да учествују на такмичењу за групно певање у Салцбургу. Имајући у виду аристократско порекло породице, Барон је инсистирао да јавно наступа не долази у обзир; међутим, слава Леман и истински ентузијазам убедили су Барона да попусти, што је довело до њиховог првог јавног наступа.
Године 1930, Леман је дебитовала у Америци у Чикагу као Зиглинд у Вагнеровој Валкири. Сваке сезоне се враћала у Сједињене Државе, а неколико пута је наступала и у Јужној Америци. Пре него што је Немачка анектирала Аустрију 1938. године, Леман је емигрирала у Сједињене Државе. Тамо је наставила да пева у Метрополитен опери до 1945. и Опери Сан Франциска до 1946. године.
Наступила је и на филму, глумила је мајку Денија Томаса у Великом граду (1948), у којем су такође глумили Роберт Престон, Џорџ Марфи, Маргарет О’Брајен и Бети Герет .
Након што се 1951. повукла са сцене Леман је предавала на Музичкој академији Запада у Санта Барбари у Калифорнији, којој је помогла да се оснује 1947. Такође је држала курсеве у Њујорку, Чикагу, Лондону, Бечу и другим градовима. За свој допринос дискографској индустрији, Леман има звезду на холивудском Булевару славних на адреси 1735 Вајн стрит. Међутим, њено име је тамо погрешно написано као „Лоти“ (Lottie).
Леман се такође бавила писањем и сликањем. Њена слика је укључивала серију од двадесет четири илустрације у темпери за сваку песму Шубертове Путовање у зиму.
Леман је умрла 1976. у 88. години у Санта Барбари у Калифорнији. Сахрањена је у Средишњем бечком гробљу. На њеном надгробном споменику исписан је цитат Рихарда Штрауса: „Кад је певала, звезде су трепериле“.

## Лични живот
Године 1926. Леман се удала за Ота Краузеа, бившег официра аустријске војске, а касније директора осигурања. Нису имали деце. Краузе, који је преминуо од туберкулозе 1939. године, имао је четворо деце из претходног брака. Леман се никада није поново удавала. 
Након Краузеове смрти до њене сопствене смрти 1976. Леман је делила дом са Френсис Холден (1899–1996), психологом која се специјализовала за проучавање генијалности, посебно код класичних музичара. Две жене су своју кућу у Санта Барбари назвале "Орплид" по острву из снова описаних у песми Хуга Волфа.

## Наслеђе
- Леман је помогла у оснивању Музичке академије Запада у Санта Барбари, Калифорнија, где постоји сала названа по њој.
- Концертна дворана Лоте Леман у кампусу Универзитета Калифорније у Санта Барбари (УЦСБ) такође је названа у њену част. Тамо је одржала многе курсеве.
- Збирка Лоте Леман у специјалним збиркама библиотеке УЦСБ садржи њене снимке, радове, фотографије итд.
- Збирка рукописа, фотографија и снимака под називом Збирка Герија Хиклинга о Лоте Леман смештена је у Станфорд архиву звучних снимака на Универзитету Стенфорд.
- Највећи део њених приватних снимака чува се у архиви звука на Универзитету Мисури у Канзас Ситију.
- Њена пријатељица Херта Шух дала је своју велику колекцију (у 18 кутија) снимака, фотографија и преписки Лоте Леман Аустријском позоришном музеју у Бечу.
- Фондација Лоте Леман основана је 1995. године са циљем да сачува и овековечи наслеђе Лоте Леман и да у исто време унесе уметничку песму у животе што већег броја људи. Престала је са радом 2011. Године 2011. Лига Лоте Леман је посатавила веб страницу у њену част.[10]
- У њеном родном граду, Перлебергу, 2009. године основана је Академија Лоте Леман за младе оперске певаче.[11]

## Изабрана дела
- Осамнаест циклуса песама: студије о њиховој интерпретацији (Eighteen song cycles: studies in their interpretation (London: Cassell, 1971))
- Вечни лет (Eternal Flight, translated by Elsa Krauch (NY: G.P. Putnam's Sons, 1937))
- Пет опера и Рихард Штраус (Five operas and Richard Strauss. New York, Macmillan Co.,1964)
- На средини моје песме: Аутобиографија Лоте Леман (Midway in my Song: The Autobiography of Lotte Lehmann (NY: Bobbs-Merrill Company, 1938))
- Више од певања: Интерпретација песама (More Than Singing: The Interpretation of Songs (Westport, CT: Greenwood Press, 1945))
- Многи моји животи (My Many Lives (NY: Boosey & Hawkes, 1948))